# Wassel
Wassel is een plaats in de Duitse gemeente Sehnde, deelstaat Nedersaksen, en telt 664 inwoners.